# Xestoleptura baeckmanni
Xestoleptura baeckmanni är en skalbaggsart som först beskrevs av Nikolaj Nikolajevitj Plavilsjtjikov 1936.
Xestoleptura baeckmanni ingår i släktet Xestoleptura och familjen långhorningar. Inga underarter finns listade i Catalogue of Life.